# ماري تيريز ناسنس
ماري تيريز ناسنس (بالفرنسية: Marie-Thérèse Naessens)‏ مواليد 12 مايو 1939 في بلجيكا، هي دراج بلجيكية سابقة.

## الميداليات
| الميدالية | المسابقة                               |
| --------- | -------------------------------------- |
| فضية      | بطولة العالم للدراجات على المضمار 1960 |
| برونزية   | بطولة العالم للدراجات على المضمار 1961 |

## روابط خارجية
- ماري تيريز ناسنس على موقع أرشيف الدراجات (الإنجليزية)
- ماري تيريز ناسنس على موقع إحصائيات الدراجات الإحترافية (الإنجليزية)